# Романова, Ольга Евгеньевна
О́льга Евге́ньевна Рома́нова (род. 28 марта 1966, Люберцы, Московская область) — российская журналистка, теле- и радиоведущая, правозащитник, общественный деятель, преподаватель. Основатель и исполнительный директор движения «Русь сидящая», соавтор «Бутырка-блог», бывший член Координационного совета российской оппозиции. Соведущая YouTube-канала «The Breakfast Show». Лауреат премии «ТЭФИ» в номинации «Ведущий информационной программы».

## Биография
Родилась 28 марта 1966 года в городе Люберцы Московской области в семье врачей. Отец погиб в конце 1980-х в аварии при занятиях с инструктором в автошколе.
В 1988 году окончила финансово-экономический факультет Московского финансового института по специальности «Финансы и кредит».
1988 год — экономист Внешэкономбанка СССР.
1989 год — экономист ВЭО «Союзнефтеэкспорт».
Журналистикой занялась в 1989 году, став обозревателем информационного агентства «ИМА-пресс».
В 1989 году фиктивно вышла замуж за коллегу, чтобы переехать в Нью-Йорк. Работала официанткой и пела в баре на Брайтон-Бич. Во время путча 1991 года вернулась в Москву.
С 1991 по 1994 год — московский корреспондент американского журнала Institutional Investor.
С 1994 по февраль 1997 года — экономический обозреватель и заведующая отделом экономики ежедневной газеты «Сегодня».
С августа 1997 по 1999 год — автор и ведущая ежедневной аналитической программы «На самом деле» телеканала «ТВ Центр» (поочерёдно с Михаилом Леонтьевым), редактор программы «Большие деньги» Игоря Потоцкого (НТВ).
В январе 1999 года со скандалом уволилась с «ТВ Центр», сняв микрофон и покинув студию перед началом эфира. Причина — конфликт с руководством, задерживающим зарплаты сотрудникам редакции. Вместо программы «На самом деле» в эфир поставили мультфильм «Винни-Пух».
В 1999 году — заместитель главного редактора газеты «Версия».
С 1999 по 2002 год — руководитель творческого объединения «Пятая колонка», автор еженедельной колонки в газете «Ведомости» (с сентября 1999 года по июль 2007 года), автор и совладелец еженедельного журнала «ФАС». До июля 2001 года была ведущей программы «Пятая колонка» на REN-TV.
С 2002 по 2005 год — автор и ведущая ежедневной аналитической программы «24 с Ольгой Романовой» (REN-TV). В 2004 году стала лауреатом премии «ТЭФИ» в номинации «Ведущий информационной программы», а сама программа получила премию в номинации «Информационно-аналитическая программа».
24 ноября 2005 года была отстранена от эфира по устному распоряжению генерального директора REN-TV Александра Орджоникидзе. По её словам, она была не допущена в студию тремя сотрудниками ЧОПа на проведение регионального выпуска в 21:30, а также московского в 23:30. Сам Орджоникидзе аргументировал своё решение разглашением Романовой фактов цензуры телеканала в программе «Особое мнение» на RTVI и «Эхо Москвы», в котором она рассказала о невышедших в эфир двух сюжетов: о хрустальной часовне Зураба Церетели и про закрытие дела против сына министра обороны России Сергея Иванова, сбившего женщину.
С 2005 по 2006 год — ведущая программ «Эхономика», «Большой дозор» и «Особое мнение» на радио «Эхо Москвы».
В 2007 году — редактор отдела экономики журнала The New Times.
С 1 июня по 8 октября 2007 года — главный редактор российской версии журнала BusinessWeek.
В 2008 году был арестован и в 2009 году осуждён муж Ольги Романовой Алексей Козлов. Частично оправдан в 2013 году.
С января 2009 по апрель 2010 года работала редактором интернет-издания Slon.ru. В мае 2009 года там же начинается публикация тюремного дневника её мужа «Бутырка-блог». Автор книги «Бутырка» (издана в 2010 году).
С 2009 по 2012 год работала редактором российской версии издания Forbes.
С 2004 по 2016 год преподавала в Высшей школе экономики, была профессором подразделений университета по журналистике и медиа (сменивших несколько названий и реорганизаций), читала такие курсы, как «Деловая журналистика», «Организация редакционной деятельности и принципы формирования издания», «Средства массовой информации как отрасль современной экономики», «Влияние собственника на информационную политику средств массовой информации», «Управление интернет-СМИ». В 2011—2014 годах являлась руководителем департамента журналистики на факультете медиакоммуникаций ВШЭ.
Ольга Романова оказывала содействие в деле осуждённой за репост Евгении Чудновец.

## Переезд в Германию
В 2017 году переехала жить и работать из России в Германию по причине судебного разбирательства с Федеральной службой исполнения наказаний.
С 2020 года ведёт YouTube-канал «МЫР — My Russian Rights — MRR».
С 2022 года активно освещает отправку мобилизованных воевать против Украины.
С 25 июня 2024 года стала одной из ведущих The Breakfast Show на YouTube-канале журналиста Александра Плющева.

## Общественная деятельность и взгляды

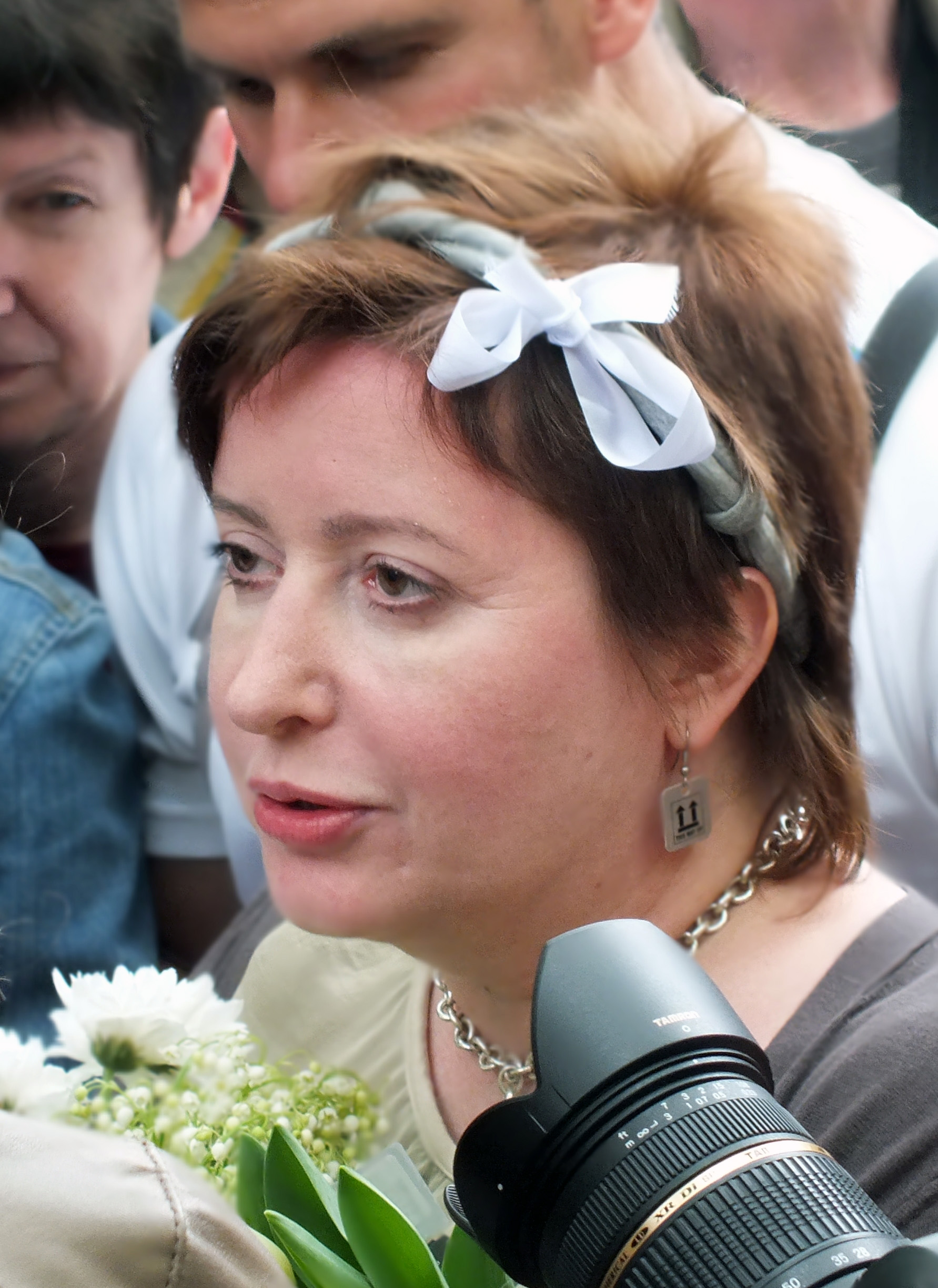
Ольга Романова в 2012 году

С 2002 по 2005 год Романова работала в Информационной-редакции телеканала РЕН ТВ, делая итоговый выпуск новостей. В 2005 году руководство телеканала и собственники, вслед за телекомпанией НТВ, меняется. С РЕН ТВ уходят основатели телекомпании семья Лесневских. После изменения состава собственников, на телеканале генеральным директором назначают Александра Орджоникидзе и вводят цензуру, называя это «новой информационной политикой». Руководство канала отстраняет Романову от работы в эфире информационной редакции РЕН ТВ. Формально по словам Орджоникидзе, отстранение не было связанно с сюжетами создаваемыми Романовой, а связанно с заботой о здоровье сотрудника в связи с её загруженностью.
Одному человеку сложно вести вечерние выпуски в будни каждый день. Он может просто неважно себя почувствовать. Так что ничего такого "политического" здесь нет.Генеральный директор холдинга РЕН ТВ, Александр Орджоникидзе
За день до отстранения от эфира, Романова в интервью Андрею Норкину на канале RTVi (бывший НТВ Интернейшнл), сообщила о проблемах с новым руководством РЕН ТВ, связанных с цензурой её журналистской деятельности. Она рассказала Норкину, что к эфиру готовились два материала. Первый — на тему установки нового памятника в центре Москвы авторства скульптора Зураба Церетели. Этот сюжет вызвал нарекание, но вышел в эфир. Второй, подготовленный, но не допущенный к эфиру, материал был связан с ДТП со смертельным исходом 68-летней Светланы Беридзе и закрытием уголовного дела, участником которого был Александр Иванов, сын Министра Обороны Сергея Иванова. После этого заявления Романовой в эфире RTVi у неё начались проблемы.
Норкин: Ну, и сколько вы так готовы бодаться?

Романова: Бесконечно, мы сделаем все чтобы не быть уволенными по собственному желанию. Мы это заявление не напишем никогда, например Я, не напишу его никогда. Нашей деятельности можно только препятствовать.Ведущая информационной программы 24 на канале РЕН ТВ, Ольга Романова, 23 ноября 2005 года
Не удивлюсь, если это решение, не самой редакции и владельцами канала принято. А может быть, кем-то, по-советованно, не выпускать материал.Председатель Совета Федерации РФ, Сергей Миронов, Пресс-конференция Аргументы и Факты, 2005 год.
Позже, 5 декабря, Ольга Романова увольняется с РЕН ТВ, вместе с большим количеством журналистов, из-за «несогласия с информационной-политикой, нового руководства телеканала».
В середине декабря 2011 года Романова приняла участие в организации протестов против фальсификации итогов выборов в Государственную Думу шестого созыва, состоявшихся 4 декабря. В частности, она провела сбор пожертвований на проведение митинга на проспекте Сахарова в Москве и выступила в качестве одного из его ведущих. В январе 2012 года Романова вместе с Рустемом Адагамовым, Дмитрием Быковым, Леонидом Парфёновым, Борисом Акуниным, Юрием Шевчуком и другими журналистами и деятелями культуры учредила Лигу избирателей — общественное объединение, выступавшее за проведение в России честных выборов.
20-22 октября 2012 года состоялись выборы в Координационный совет российской оппозиции. С помощью этих выборов оппозиция намеревалась сформировать легитимный орган для переговоров с властью и разработки программы своих дальнейших действий. Романова была избрана одним из 45 членов этого органа. В июле 2013 года Романова покинула КСО. 

Надоело деньги собирать. Сосредоточусь на зеках.— Ольга Романова
В марте 2013 принимала участие в серии одиночных пикетов за освобождение участниц Pussy Riot Марии Алёхиной и Надежды Толоконниковой.
13 октября 2023 года Министерством юстиции России внесена в список физических лиц «иностранных агентов».

## Иски и судебное преследование

### Высказывание о военном кладбище
22 июня 2013 года Романова сопроводила визит министра обороны РФ Сергея Шойгу на открытие Федерального военного мемориального кладбища следующим комментарием в сети Twitter:

«Челобитьево — отличное место, и название подходящее. Шойгу заложил первый камень кладбища домашних жывотных…»
Это публичное высказывание стало основанием для подачи против журналистки ряда гражданских исков о защите чести и достоинства со стороны ветеранов войны, в частности от председателя Совета ветеранов г. Мытищи Бориса Феофанова, от председателя совета ветеранов посёлка Николаевка в Мордовии Павла Купряшкина, от ветерана из Новосибирска Николая Киселева (последние два иска были поданы лишь в ноябре и декабре 2013 года и были организованы некоей организацией «За сбережение народа»). Романова немедленно заявила, что её неправильно поняли, и удалила запись.
Уже в августе Борис Феофанов отказался от иска со словами:

«В настоящее время я ознакомился полностью с текстом, опубликованным Романовой О.Е на другом сайте, на который имелась ссылка под оспариваемым текстом, а также лично пообщавшись с ответчиком, прихожу к выводу, что запись, оскорбившая меня, содержит иной смысл, чем её буквальное толкование, а именно у ответчика не было намерения оскорблять память погибших войнов в Великой Отечественной войне; смысловое содержание фразы имеет иную тематику»
По иску Купряшкина 24 июня 2014 года Таганский районный суд города Москвы признал журналистку виновной и постановил, что она должна выплатить штраф в размере 10 тысяч рублей.

### Дело об оскорблении сотрудницы полиции
В январе 2013 года в отношении Романовой было возбуждено уголовное дело по статье 319 УК РФ (оскорбление представителя власти). Основанием для этого стала публикация в Фейсбуке Романовой фотографии сотрудницы полиции с комментарием: «Вот эту ментовскую блядь я довела до белого каления. Она непрерывно курила, а я ходила за ней и следила, чтобы она окурки в урну кидала».
После известия о возбуждении уголовного дела Романова заявила, что «хочет суда — большого, публичного, с целью троллинга». Также она сказала, что не хотела оскорбить сотрудницу полиции, а слово «блядь» в комментарии использовала не в качестве существительного, а как связующее слово.

### Суд с Владимиром Слуцкером
В июне 2012 года Владимир Слуцкер подал иск против Романовой в Высокий суд Лондона по обвинению в клевете и диффамации. Как говорилось в иске, в 2011—2012 годах журналистка утверждала в социальных сетях и СМИ, что уголовное преследование её мужа (Алексей Козлов в 2009 году получил срок за мошенничество) организовал Владимир Слуцкер, используя для этого подкуп должностных лиц и давление на суд. Разбирательство длилось более трёх лет — долгое время решался вопрос о подсудности иска между двумя российскими гражданами в Великобритании. В итоге иск был принят Высоким судом Лондона. В июле 2015 года суд вынес решение, признав высказывания Романовой клеветой и оштрафовав её на 110 тысяч фунтов стерлингов, а также обязав возместить судебные издержки, в том числе гонорары адвокатов Владимира Слуцкера.

## Книги

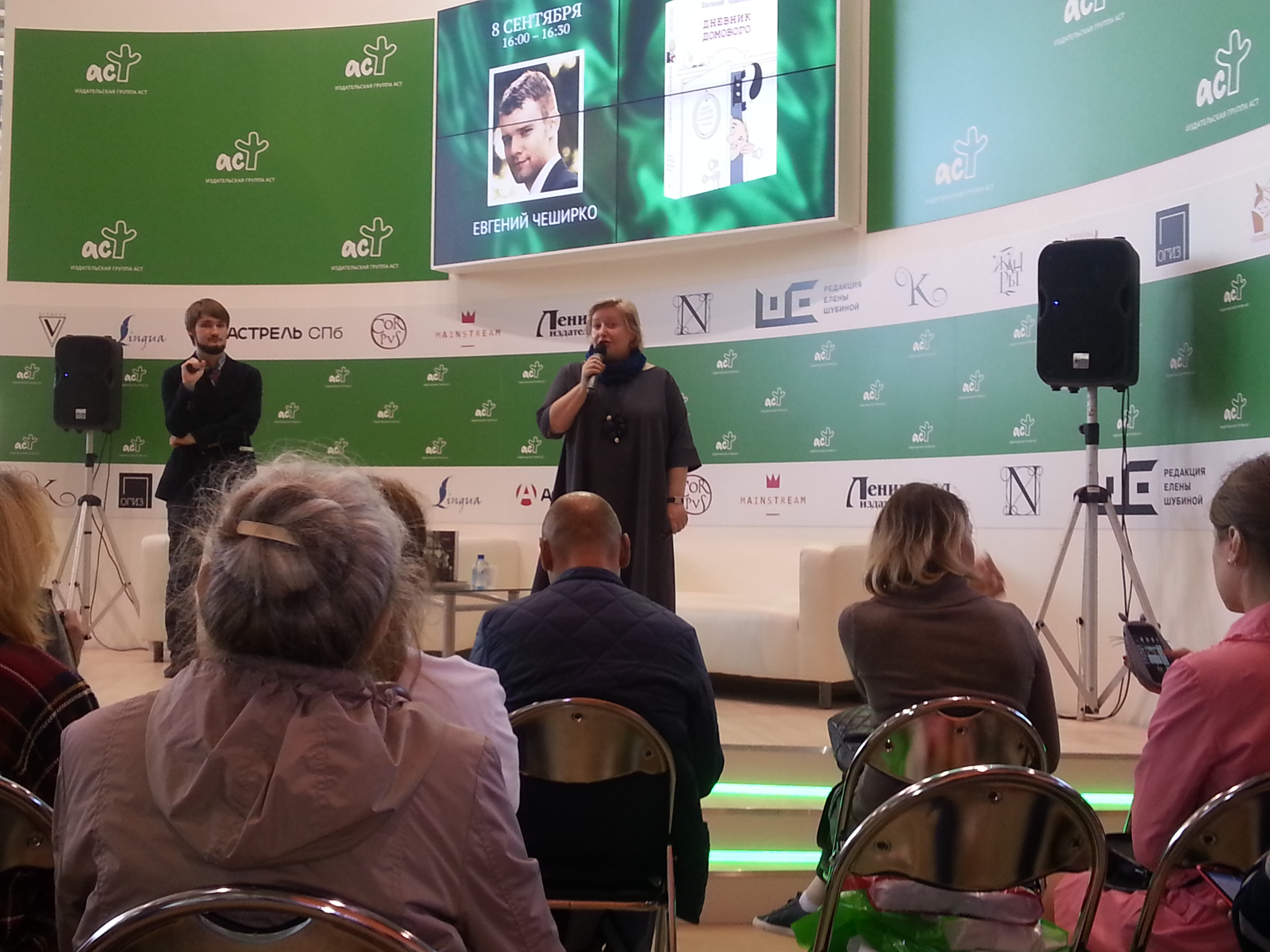
Ольга Романова на встрече с читателями на ММКВЯ, 8 сентября 2016 года

- Ольга Романова. Бутырка. — М.: АСТ, Астрель, Полиграфиздат, 2010. — 320 с. — 3000 экз. — ISBN 978-5-17-064562-6.
- Ольга Романова. Русь сидящая. — М.: Corpus, 2018. — 352 с. — ISBN 978-5-17-106865-3.
- Ольга Романова. Протокол. Чистосердечное признание гражданки Р.. — М.: Захаров, 2020. — 348 с. — ISBN 978-5-8159-1602-9.

## Документальные фильмы
- 2012 — Срок — режиссёры Алексей Пивоваров, Павел Костомаров и Александр Расторгуев.

## Награды
- В 2004 году стала лауреатом премии «ТЭФИ» в номинации «Ведущий информационной программы» как ведущая программы «24 с Ольгой Романовой» на телеканале «REN-TV», сама программа тогда же получила премию в номинации «Информационно-аналитическая программа»[4].
- В середине ноября 2011 года Романова «за действия, способствующие формированию гражданского общества» была удостоена премии Егора Гайдара, учреждённой Фондом Егора Гайдара[2].
- В 2012 получила премию имени Герда Буцериуса «Свободная пресса Восточной Европы» (Gerd Bucerius-Förderpreis Freie Presse Osteuropas)[1].
- В 2017 году стала лауреатом премии Московской Хельсинкской группы за успехи в развитии и управлении правозащитными организациями (2017)[36].
- В 2019 году награждена специальным призом «За вклад в гуманизацию общества» публицистической премии «ЛибМиссия» в номинации «Аналитика» — «за книгу "Русь сидящая"»[37][38].

## Личная жизнь
Дети: сын от первого брака: Романов Дмитрий Юрьевич, 1986 г. р., женат. Дочь от второго брака: Иванова Анна Андреевна, 1993 г. р., замужем.
В 2005 году Романова вышла замуж за предпринимателя Алексея Козлова, официально пара развелась в 2008 году. В том году Козлов был обвинён в мошенничестве и попал в тюрьму, поэтому Романова не стала оформлять свидетельство о разводе с тем, чтобы иметь основания для посещения Козлова в местах лишения свободы. После освобождения Козлова в 2013 году пара продолжила жить вместе. Романова и Козлов окончательно расстались в Германии в 2018 году. Козлов начал отношения с подругой Романовой — Марией Макеевой.